# Мої дні з Мерсі
Мої дні з Мерсі (англ. My Days of Mercy) — американсько-британський драматичний фільм 2016 року ізраїльського режисера Талі Шалом Езер. Прем'єра фільму відбулася 8 вересня 2017 року на міжнародному кінофестивалі у Торонто.

## Сюжет
Люсі, активістка руху проти смертної кари, на одному з мітингів зустрічає розкішну Мерсі, пов'язану з жертвою злочину, в якому звинувачують її батька. Жінки поступово пізнають один одного і їх відносини змінюються від ворожості до цікавості і фізичної пристрасті.

## У ролях
| Актор          | Роль         |
| -------------- | ------------ |
| Еллен Пейдж    | Люсі Морроу  |
| Кейт Мара      | Мерсі        |
| Емі Сайметц    | Марта Морроу |
| Браян Гераті   | Велдон       |
| Еліас Котеас   | Симон Морроу |
| Чарлі Шотуелл  | Бенджамін    |
| Джейк Робінсон | Ян           |